# Sega
Sega és una companyia japonesa de videojocs, anomenada inicialment "Service Games". Ha desenvolupat diverses màquines recreatives, al mateix temps que consoles de videojocs domèstiques. Des del 2001, però, ha deixat de crear maquinari i es dedica únicament al desenvolupament de programari. Sega Corporation ha tingut una llarga història d'èxits en diversos mercats com el de les consoles. Després de la Dreamcast la companyia va sortir fora del mercat de les consoles domèstiques per a establir-se en la programació de videojocs i la fabricació de màquines d'altres companyies. La major part de les oficines centrals de SEGA es troben a Tokyo, Japó.

## Història

### Els seus orígens
L'origen de SEGA té lloc el 1940, quan en Honolulu, Martin Bromley, Irving Bromberg, i James Humpert funden una empresa dedicada a fabricar jukebox i màquines tragaperras, cridada Standart Games, posteriorment el 1952, aquesta empresa passarà a denominar-se Service Games. El 1960, aquesta empresa es fusiona amb Rosen Enterprises Ltd., fundada en 1953 al Japó, empresa dedicada a importar productes com els que fabricava Service Games al Japó, l'empresa es dirà des d'aquest moment Service Games of Japan, i el seu president, David Rosen canviarà la denominació de l'empresa a SEGA Enterprises, Limited el 1965.
Rosen portava des de 1956 important jocs recreatius i va arribar a col·locar 5.000 d'ells per tot el Japó, però cada vegada estava més desencantat amb les màquines portades des dels Estats Units així que va decidir fabricar els seus propis jocs fusionant-se amb Service Games, d'on va sorgir SEGA Enterprises, Ltd.
SEGA va debutar amb Rifleman, un joc mecànic que simulava tirotejos en el llunyà oest, i para 1967 ja exportava jocs als Estats Units. El primer èxit de la companyia va ser (1968),anomenat duck hunt, i el seu últim joc mecànic va ser Jet Rocket (1970). A partir d'aquí SEGA es va dedicar als jocs electrònics i a les recreatives, produint de 1967 a 1979 un total de 140 jocs diferents. En 1980 SEGA va comprar Gremlin Industries, un fabricant de màquines recreatives, i es va ficar al món dels videojocs domèstics llicenciant alguns dels seus jocs. En aquesta època Gulf+*Western va adquirir la companyia però la va vendre durant la crisi del videojoc, oportunitat que va aprofitar Rosen juntament amb uns inversors japonesos per recuperar el comandament.

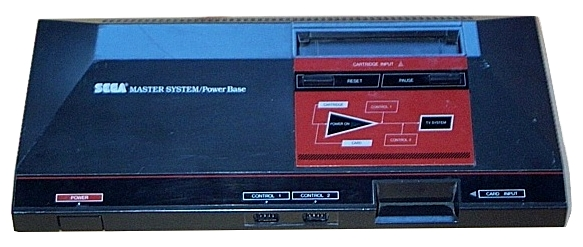
Sega Master System.

### L'entrada al mercat de les consoles
Durant els anys que SEGA havia estat sota el control de Gulf & Western's es van llançar la SG-1000 i el SC-3000, dos sistemes nascuts amb la idea de competir pel mercat domèstic però que van passar sense pena ni glòria. No va ser sinó fins a 1983 que SEGA va fer una aposta forta amb la Mark III per arribar a totes les llars, però la popularitat de la Family Computer, de Nintendo va acabar amb qualsevol tipus d'esperança. El 1986 SEGA va remodelar el seu Mark III i la va transformar en el que es coneix com a Sega Master System per entrar als mercats americà i europeu. El resultat va ser dispar i si bé als Estats Units no va poder plantar cara, en Europa va aconseguir un gran èxit arribant a vendre més que la màquina de Nintendo a diversos països, encara que no va ser suficient. En 1988 SEGA va decidir apostar per la innovació i va llançar la primera consola de 16 bits del mercat la Sega Mega Drive, que va tornar a ser un desastre al Japó. Aixafada per la PC Engine de NEC Corporation en orient el seu salt als Estats Units i Europa semblava abocat al fracàs, però en el Nadal de 1989 la Sega Mega Drive va aparèixer a Amèrica amb el nom de Genesis, a Amèrica del Nord les vendes no van ser res malament, però va anar a Sud-amèrica, i a partir de 1990, a Europa (sota la denominació original japonesa) on va aconseguir un èxit major que qualsevol altra consola de 16 bits al món, cosa que es demostra molt bé en el sud d'Europa i a Brasil.

### Expansió

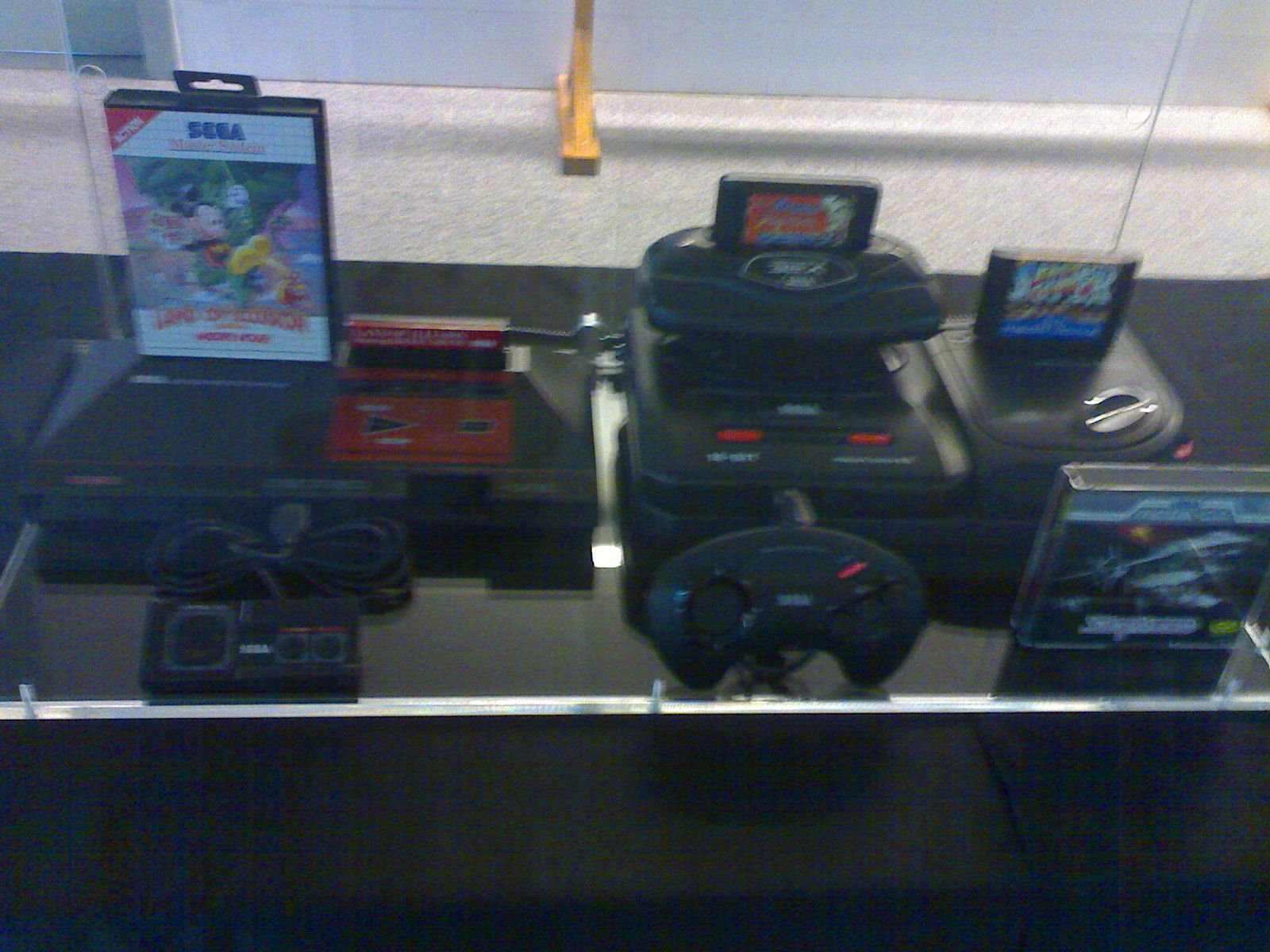
Diverses consoles creades per Sega.

Durant els següents anys la Sega Mega Drive va competir directament amb la 16 bits de Nintendo, la SNES, i va rebre curiosos perifèrics que no van aconseguir l'èxit com el Sega MegaCD o el Sega 32X, va aconseguir alçar-se com a líder de vendes a Europa encara que les seves vendes als Estats Units i Japó i, per tant, globals van ser inferiors a les del sistema de Nintendo. Mentrestant SEGA s'havia llaurat un gran prestigi al món dels arcades amb jocs tan famosos com Out Run, Shinobi, Afterburner, Virtua Racing o Virtua Fighter les conversions dels quals es transformaven sempre en grans èxits. A SEGA ja solament li quedaven dues coses per fer, aconseguir una mascota que rivalizara amb Mario i entrar al mercat de les consoles portàtils. El primer ho va aconseguir amb Sonic, l'eriçó blau que es va convertir en estendard de la companyia, i el segon gràcies a la Game Gear, una potent consola en color tècnicament molt superior a la Game Boy de Nintendo però que va ser al calabós de consoles a causa de l'escassa durada de les seves bateries.
Com ja fes amb els 16 bits SEGA va ser la primera a passar als 32 bits amb el seu Sega Saturn, i per primera vegada es va veure recompensada al Japó amb unes vendes espectaculars durant el seu llançament en 1994. Desgraciadament en la resta del món l'acolliment va ser una mica més freda, fins i tot a Europa, on SEGA sempre havia venut moltíssim, i en menys de l'esperat va ser superada en vendes per la PlayStation de Sony i la Nintendo 64. El resultat va ser que a la fi de 1997 la consola ja gairebé havia desaparegut, mantenint-se únicament al Japó fins a 1999 gràcies a jocs basats en les llicències de diferents mànigues.

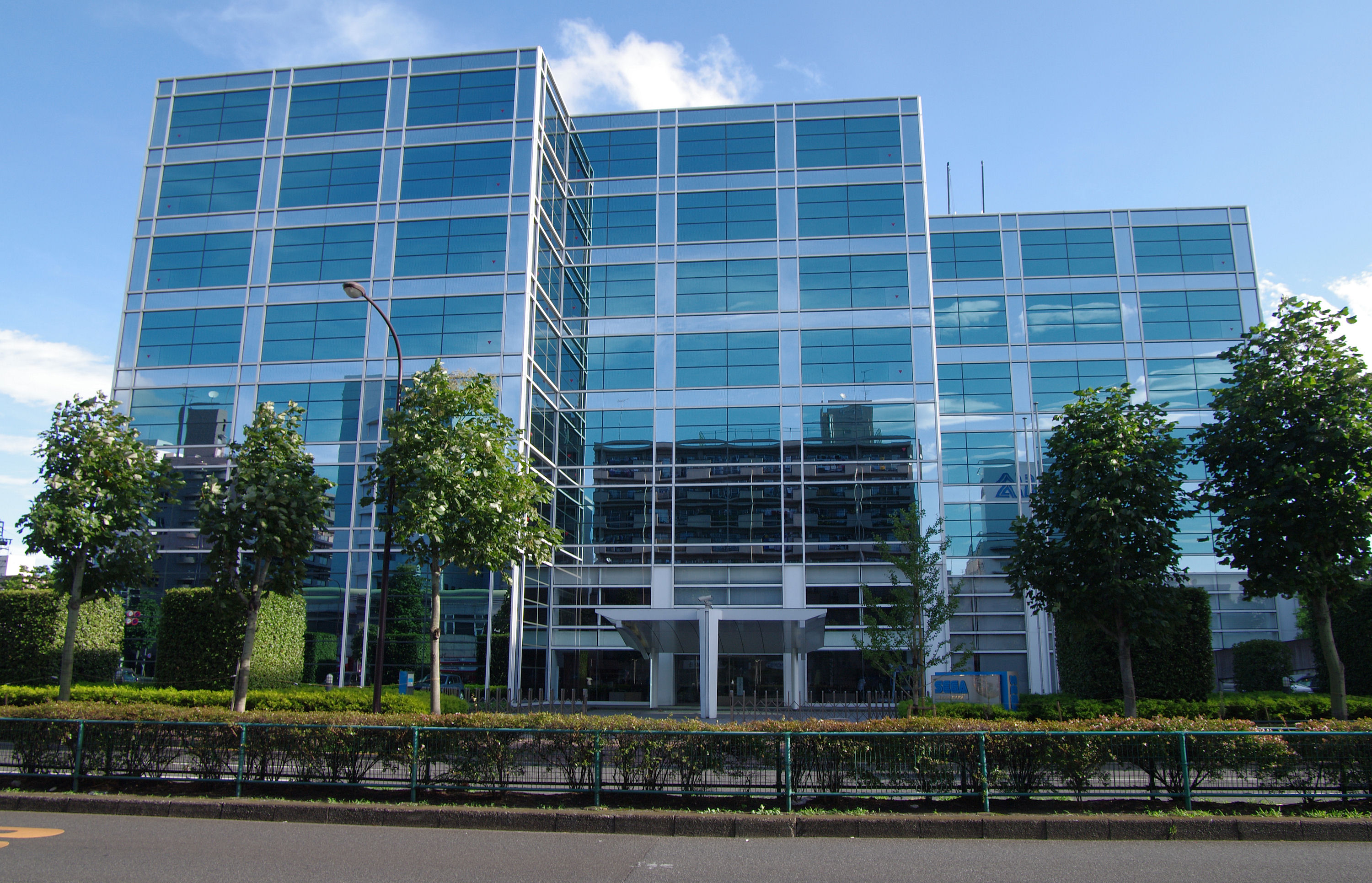
Primer edifici de SEGA a Tòquio (Japó).

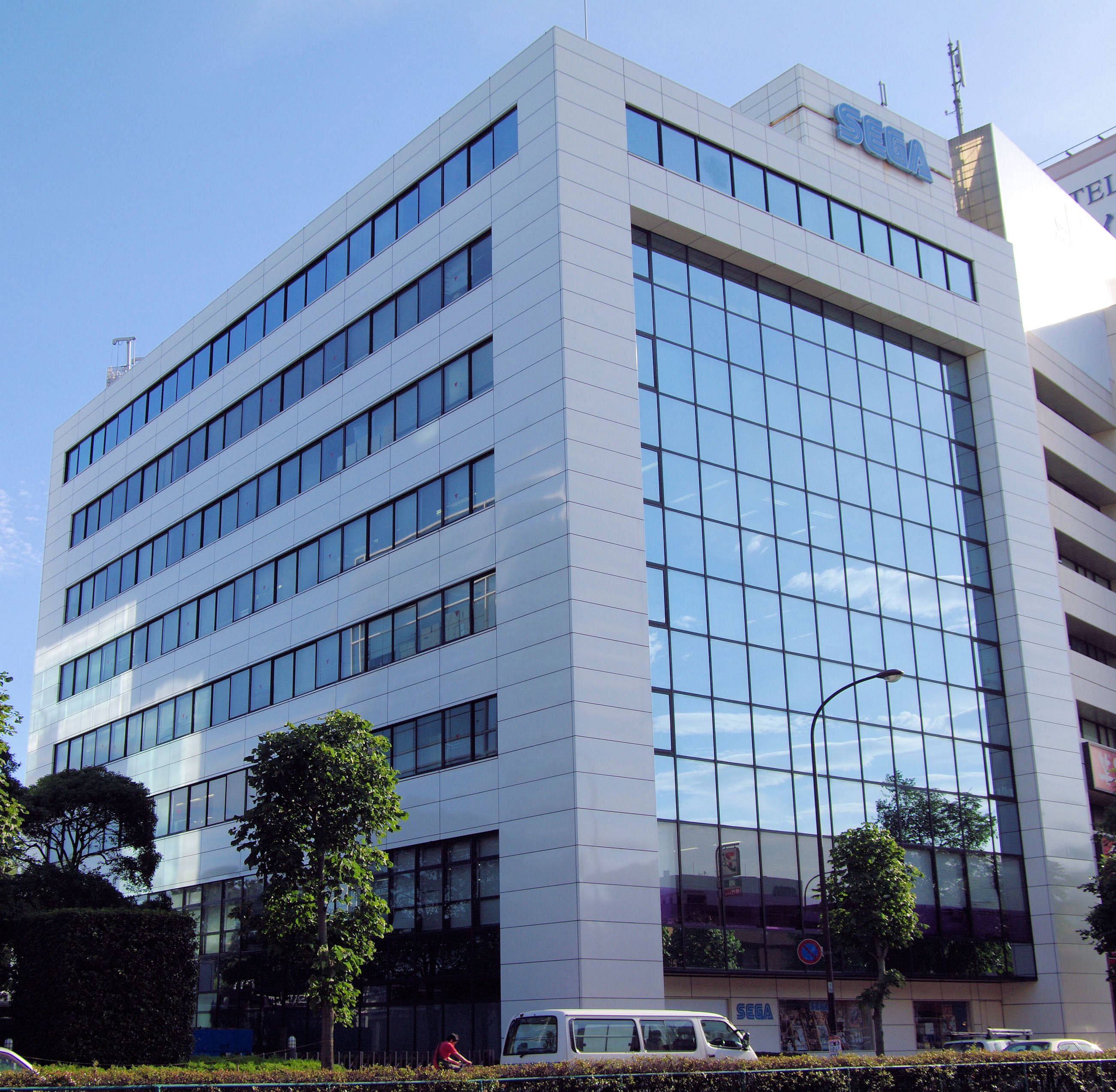
Segon edifici de SEGA a Tòquio (Japó).

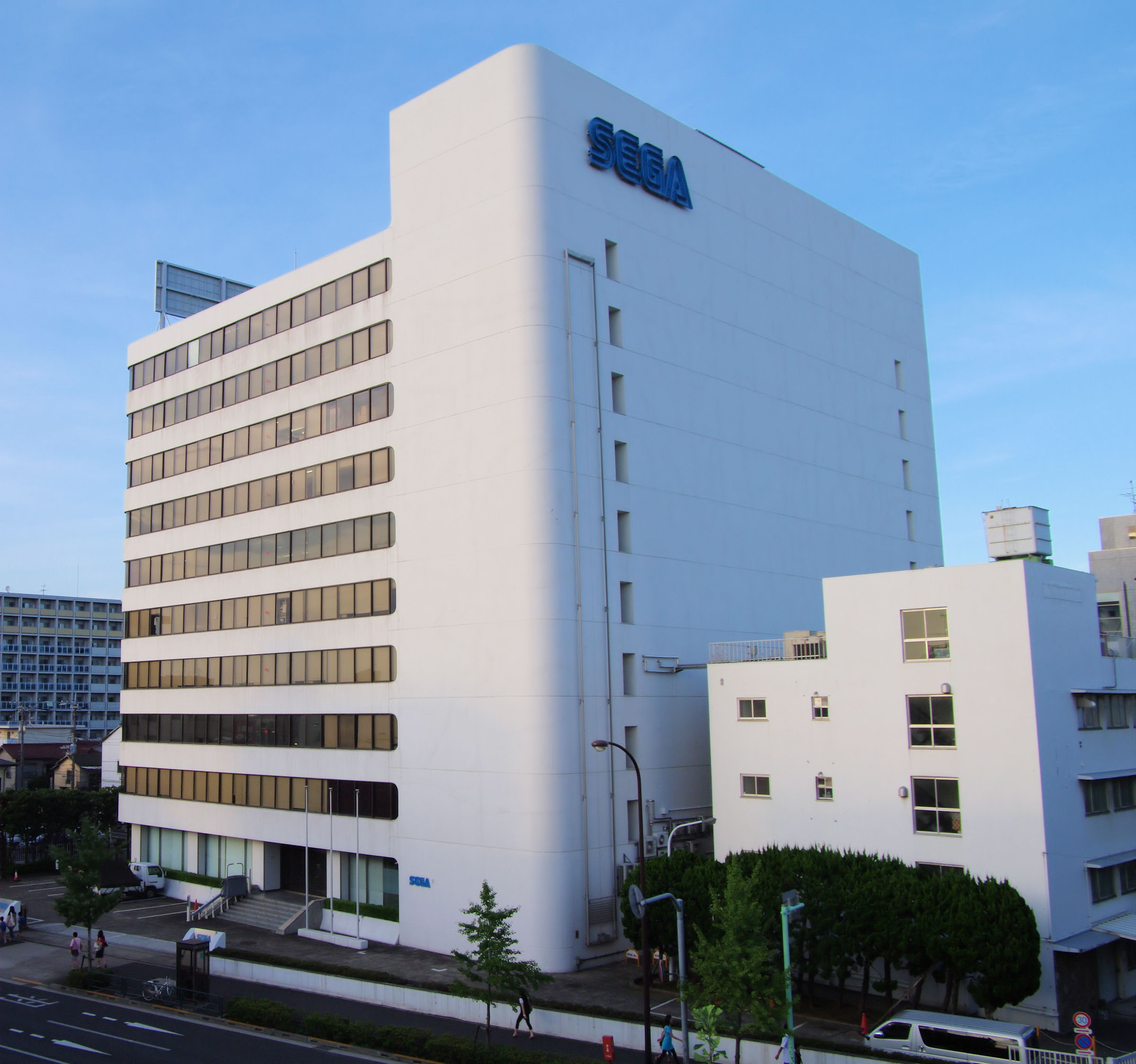
Tercer edifici de SEGA a Tòquio (Japó).

Després de la trista història de la Sega Saturn SEGA es trobava en una greu crisi financera, però àdhuc va tenir temps de fabricar una última consola abans d'abandonar aquest mercat. SEGA va donar llum a la Sega Dreamcast el 1998, arribant a Europa i Estats Units en 1999, la consola de 128 bits era una aposta a doble o gens, i al principi, la consola va ser un èxit, però a partir de l'any 2000, la greu situació financera de SEGA, i el brutal èxit de PlayStation 2, a més de l'aparició de la Xbox i la GameCube, van segellar la destinació d'una gran consola en 2001, però va continuar llançant jocs per a ella, com Puyo Pop Fever en 2004. El seu últim joc va ser llançat en 2007, solament al Japó.

### Canvi sobtat al mercat de programari
Des de la fi de la Dreamcast SEGA va passar per un període molt convuls, amb rumors d'adquisició, reestructuracions internes i el pas a ser una Third-party. A més durant l'última dècada del segle xx, el mercat dels arcades, on és la companyia número 1, ha anat decreixent. Actualment el panorama de l'empresa és prometedor en fusionar-se amb Sammy, un fabricant japonès de pachinko i recreatives, per formar Sega-Sammy Holdings, convertint-se aquesta unió en una de les empreses més importants al món de l'entreteniment japonès.

### Mercat de programari des de 2005 i d'arcades
Des de 2005, SEGA, s'ha convertit en un licenciatario molt fort, ja que després d'anys de rivalitat amb Nintendo, ara treballen junts en diversos projectes, un dels quals va anar la versió de Arcade de F-Zero, on Namco, SEGA i Nintendo van col·laborar junts en el seu desenvolupament, fent-se cridar Triforce, en al·lusió a la trifuerza de la saga The Legend of Zelda de Nintendo, així com una placa recreativa basada en Gamecube, i des de llavors podem veure jocs de Sonic i dels altres personatges de SEGA, en les consoles tant de Nintendo, així com Sony i Microsoft com així també jocs per a telèfons mòbils de les companyies Microsoft Mobile, Apple i Android, els quals són èxits i asseguren l'estabilitat econòmica de la companyia.
Però amb el llançament de Sega Ral·li Revo, va tancar Sega Racing Studios. En 2010, va tancar Sega of America de San Francisco i el 2012, també va ser tancada Sega Austràlia.

### Error sobre l'abandó de consoles
Al febrer de 2015, SEGA va anunciar que se centrarien principalment en la creació i explotació de jocs per smartphones i PC. Aquesta notícia va desembocar en nombroses confusions, arribant-se fins i tot a afirmar que SEGA es retirava de les videoconsoles, sent això fals.
Durant el 2016, els jocs de SEGA en smartphones han estat descarregats centenars de milions de vegades, per la qual cosa és normal que la companyia centri més esforços en aquest mercat en auge. A més per aclarir els rumors, a l'agost del mateix any es van anunciar nous jocs per a videoconsoles, destacant-se entre ells Sonic Mania, ja que en aquest any es va celebrar el 25 aniversari des del llançament del primer videojoc de la franquícia.

## Consoles

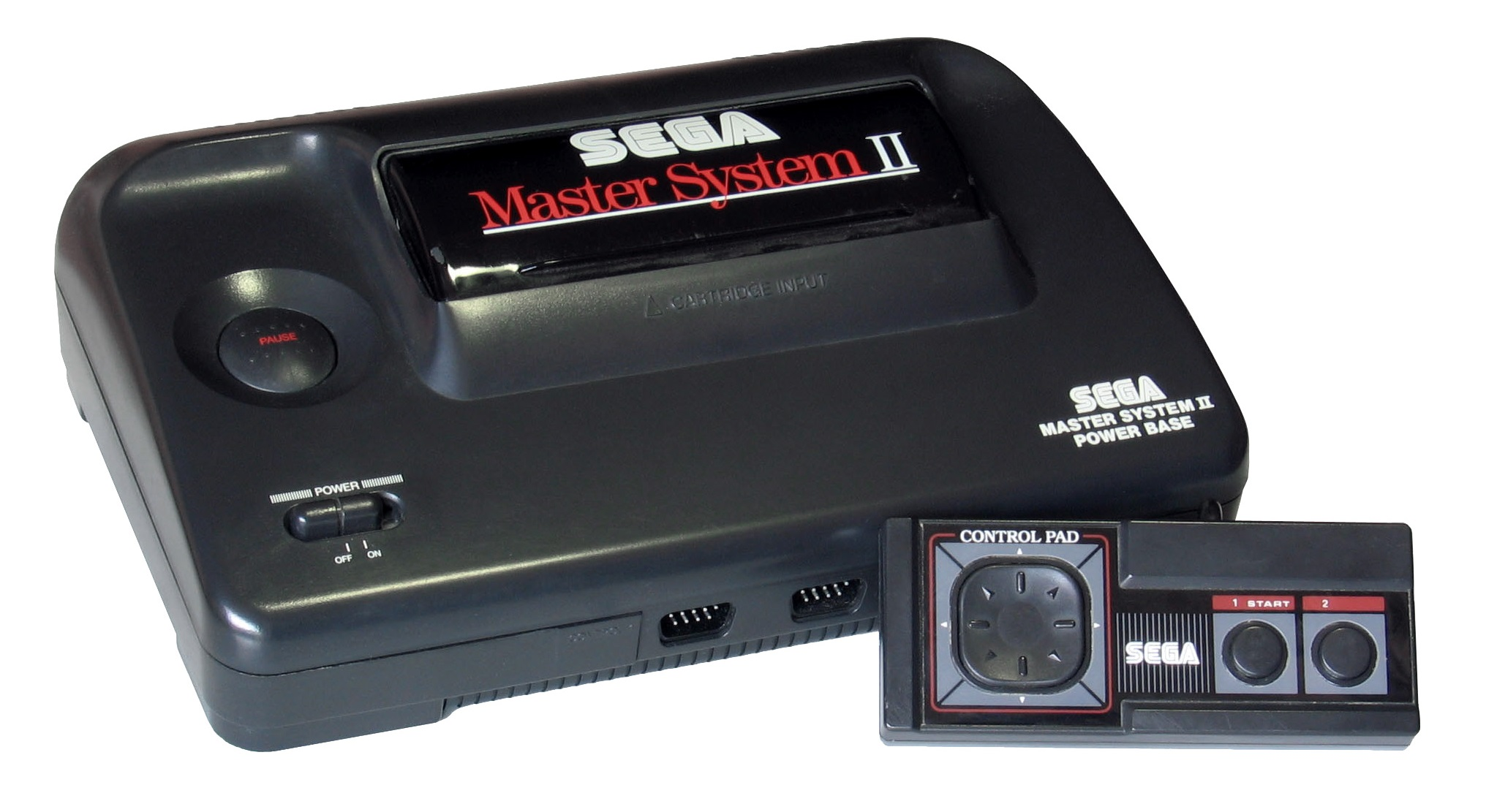
Sega Master System II

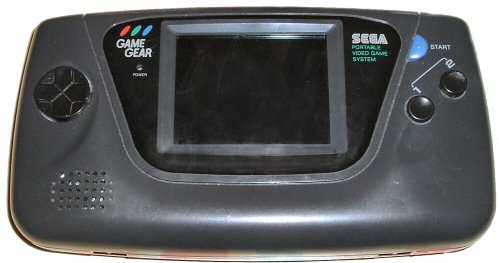
Sega Game Gear

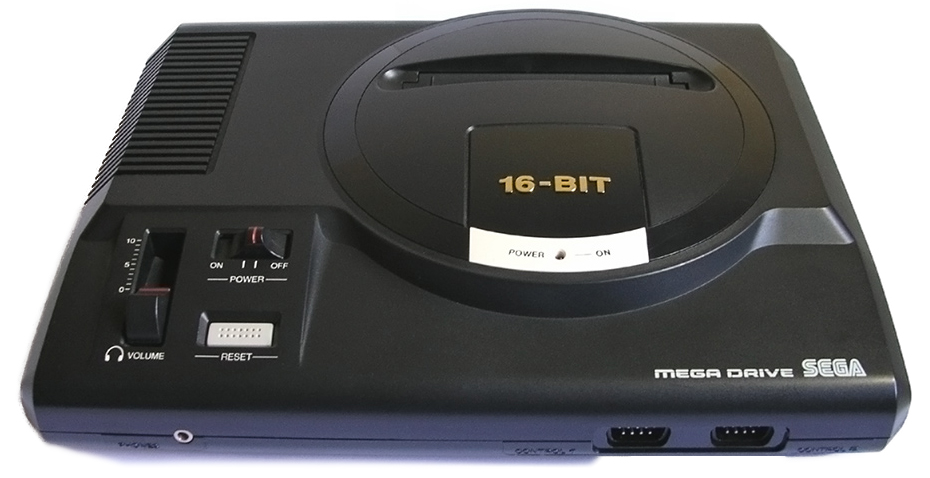
Sega Mega Drive

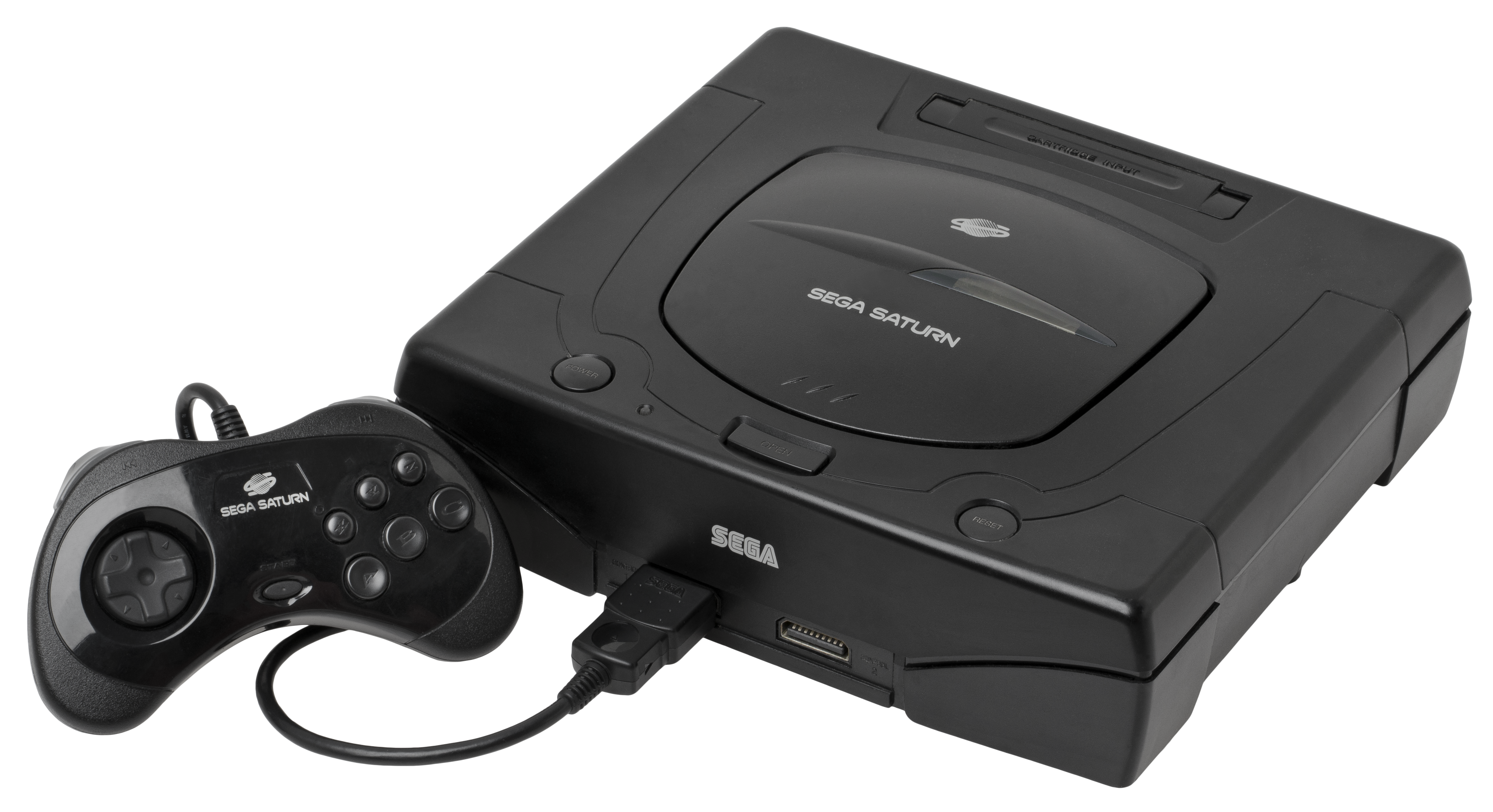
Sega Saturn

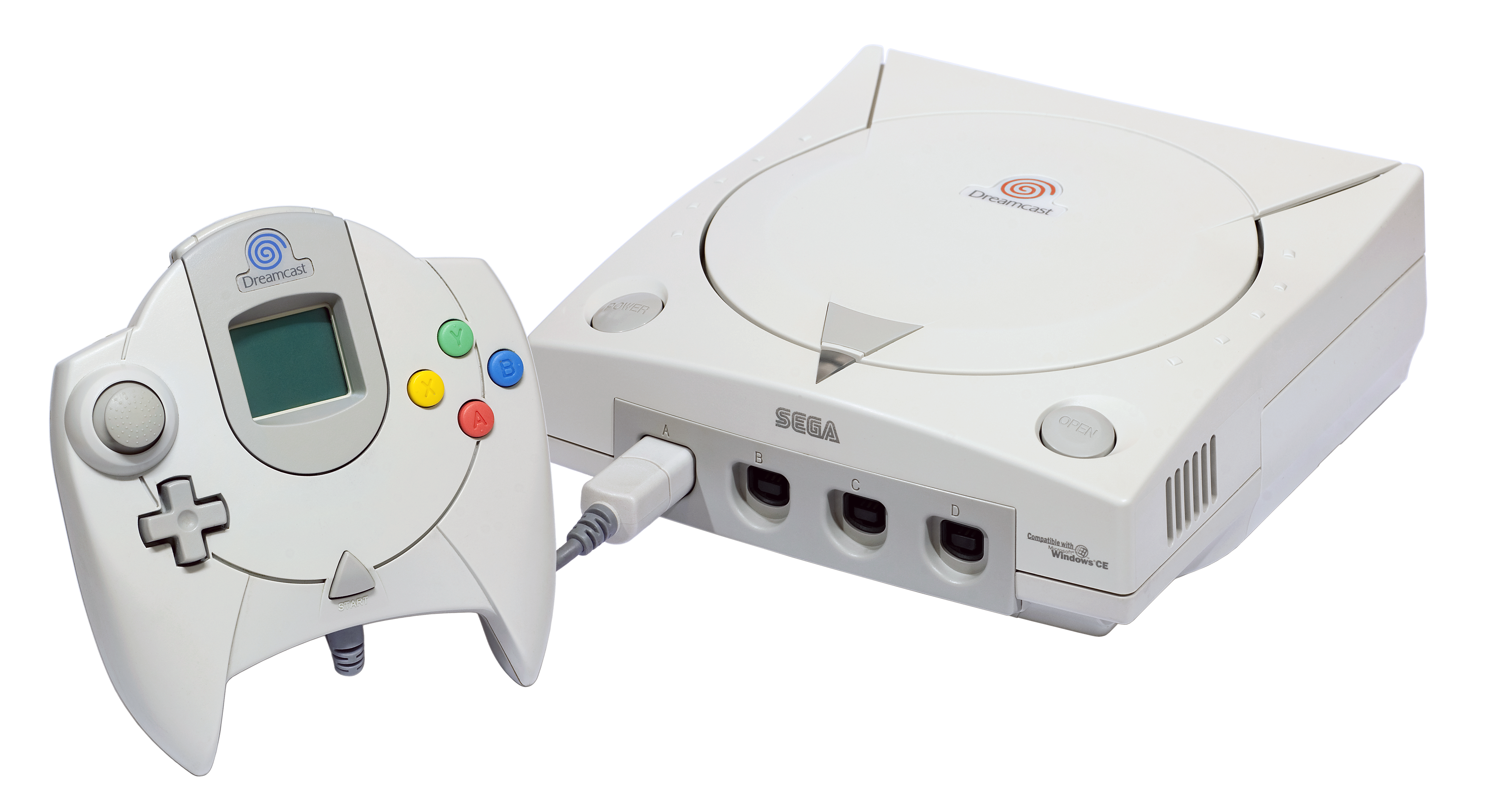
Sega Dreamcast

- SG-1000: Primera videoconsola de sobretaula de Sega, llançada en 1980. Més tard es llançaria una actualització amb el nom de SG-1000 II.
- SC-3000: Ordinador personal basat en la SG-1000 i compatible amb aquesta. Més tard es llançaria una actualització amb el nom de SC-3000H.
- Sega Mark III: Resposta de SEGA a la Family Computer llançada en 1983.
- Master System: Redissenyo de la Mark III llançat en 1986 i 1987 para Estats Units i Europa respectivament. Més tard va aparèixer la Sega Master System II, una versió del Master System més barata i que a Espanya va ser més popular que la primera. En Brasil va arribar a aparèixer una Master System III que incorporava el joc Sonic en la memòria interna de la consola, va ser descontinuada en 1993, però a Brasil se segueix fabricant i existeix fins a una Master System IV .
- Mega Drive / Genesis: Coneguda com a Mega Drive al Japó i Europa i com Genesis a Amèrica, és la més venuda de totes les consoles de l'empresa, coneguda per ser la primera consola de 16 bits reals. Va ser llançada en 1988 al Japó sota el nom de Mega Drive, en 1989 a Amèrica sota el nom de Genesis i en 1990 a Europa sota el nom de Mega Drive. Va ser descontinuada en 1998.
- Mega-CD: Ampliació de la Mega Drive per jugar a títols en CD, que incloïen pel·lícules interactives i altres.
- Mega CD II:Ampliació de la Mega Drive II igual que la Mega CD però més econòmica.
- Multi Mega:Consola que incorporava lector de CD i ranura de cartutx de Mega Drive en un sol aparell.
- Mega Drive 32x: Una altra ampliació per a la Mega Drive que convertia a la Mega Drive en una consola de 32 bits.
- Sega Nomad: Versió portàtil de la Mega Drive llançada només als Estats Units.
- Sega Game Gear: La consola portàtil de Sega que va llançar per competir amb la Game Boy, malgrat ser molt millor que aquesta (Tècnicament) amb pantalla a tot color i bons jocs, la Game Gear es va vendre menys a causa de la seva poca portabilitat (per ser una consola portàtil, la seva grandària era massa gran) i el seu gran consum de piles (6 piles AA).
- Sega Saturn: Consola de 32 bits i lector de CD-ROM. Considerada com la millor en gràfics 2D va ser escombrada per PlayStation de Sony i per la Nintendo 64 de Nintendo gràcies al gran màrqueting d'aquestes dues, i a la increïble dificultat de programar per a la consola de Sega a causa dels seus múltiples processadors en paral·lel. Va ser descontinuada en 1999, i va acabar sent la consola menys venuda de Sega.
- Sega Dreamcast: Consola de 128 bits i lector de GD-ROM. Equipada amb un xip gràfic Power VR2 i connectivitat a internet. És el segon i últim èxit de Sega però, malgrat la seva reeixida iniciativa comercial, va ser treta del mercat per múltiples raons sent una de les principals, la crísis econòmica que arrossegava l'empresa a més de la forta entrada al mercat de la Play Station 2. Va ser descontinuada en 2001, encara que, de manera esporàdica se segueixen llançant jocs.

A més s'han fabricat diferents versions de les seves consoles així com diversos minijuegos electrònics a l'estil dels Nintendo Game & Watch i el Sega Bec, una mescla entre consola i joguina educativa.

## Programari

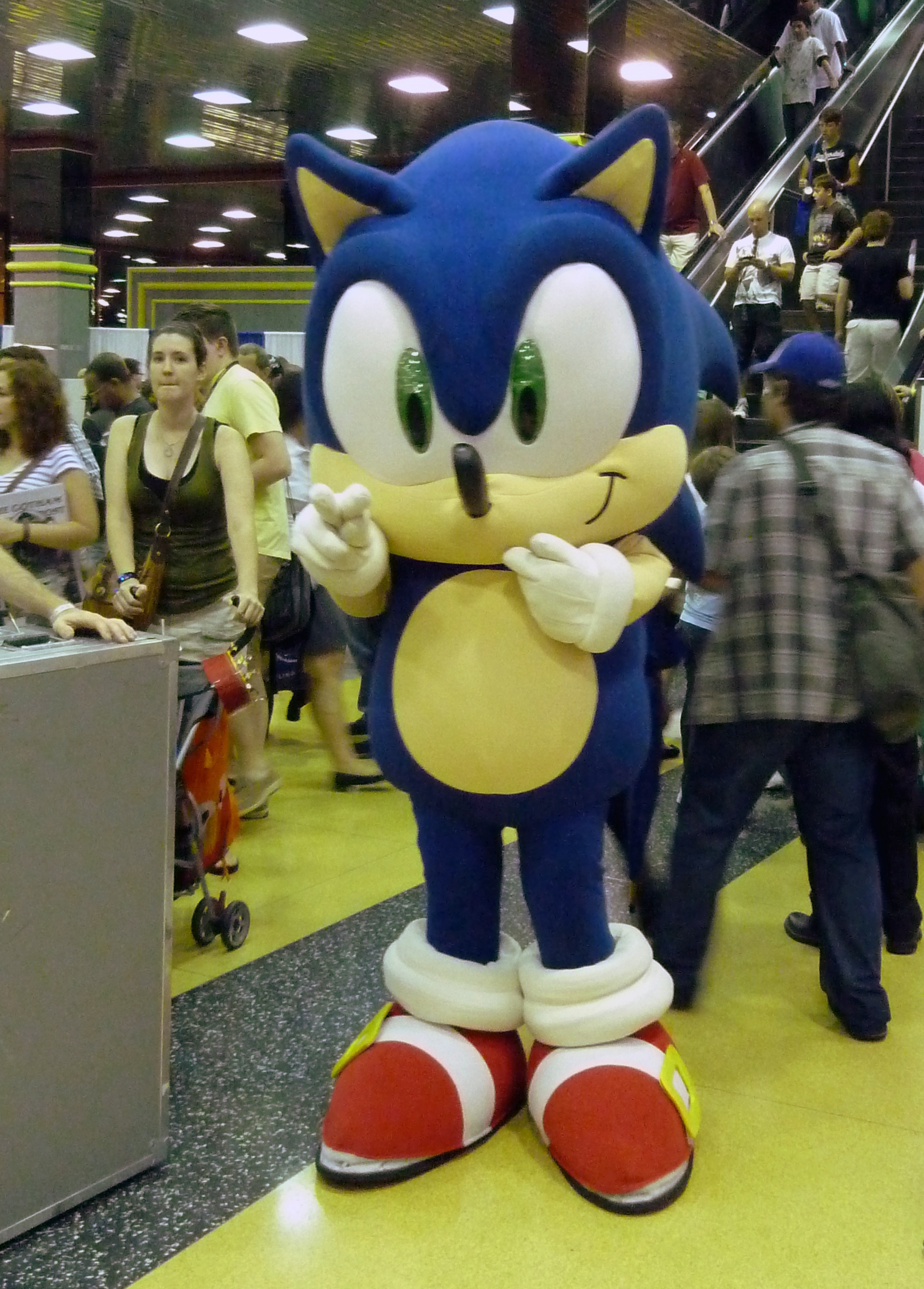
Sonic, la mascota de Sega.

### Videojocs destacats
Això és únicament un petit llistat d'alguns dels videojocs més famosos desenvolupats per SEGA al llarg de la seva història. No intenta ser extensiu, sinó assenyalar els majors èxits o fracassos de la companyia.
- Adventures of Mighty Max
- After Burner II
- Alex Kidd In Miracle World
- Alex Kidd: The Lost Stars
- Aliens: Colonial Marines
- Alien: Isolation
- Alien Syndrome
- Alien vs. Predator (2010)
- Altered Beast
- Columns
- Crazy Taxi
- Batman Returns
- Bonança Bros.
- Daytona USA
- Golden Axe
- Head On
- Jet Grind Radio (Jet Set Radio)
- Jurasic Park
- Light Crusader
- Mario & Sonic at The Olympic Games (en col·laboració amb Nintendo)
- Medieval II: Total War
- Mega-el Mania
- Nights Into Dreams
- Out Run
- Panzer Dragoon
- Pengo
- Periscope
- Phantasy Star
- Rambo III
- Rez
- Revenge of Shinobi
- Sakura Taisen
- Samba d'Amic
- Sega Ral·li Championship
- Shining Force
- Shinobi
- Shinobi III: Return of the Ninja Master
- Sonic Adventure
- Sonic Adventure 2
- Sonic Unleashed
- Sonic the Hedgehog
- Sonic the Hedgehog 2
- Sonic 3 & Knuckles
- Sonic Generations
- Sonic Colors
- Shenmue
- Shenmue II
- Skies of Arcàdia
- Space Attack
- Space Harrier
- Spiral Knights
- Streets of Rage
- Streets of Rage II
- Streets of Rage III
- Super Monkey Ball
- The House of the Dead
- The House of the Dead 2
- The House of the Dead 2 & 3 Return
- The House of the Dead 3
- The House of the Dead 4
- The House of the Dead Overkill
- The Story of Thor
- The Sword of the Berserk (Gutts's Rage)
- Tranquilizer Gun
- Vectorman
- Vectorman 2
- Virtua Fighter
- Virtua Racing
- Virtua Tennis
- Yakuza
- Yakuza 2
- Yakuza 3
- Zool
- Dinosaur King